# Ungeria floribunda
Ungeria floribunda  es la única especie aceptada del género Ungeria de la familia Malvaceae.

Es endémica de la isla de Norfolk y su hábitat se restringe al parque nacional de la isla.

## Descripción
Es una especie arbórea perenne de alrededor de 15 m de altura. Las hojas son alternas, ovales (6-12 por 4-8 cm) con bordes enteros u ondulados. Las flores actinomorfas, bisexuales, de color rosa oscuro, surgen en cimas paniculadas terminales; son de forma tubular, tienen 5 sépalos fusionados y 5 pétalos libres con una pequeña garra en la parte inferior. El fruto es una cápsula elipsoide de 3-4 cm.